# Rumäniens damlandslag i handboll
Rumäniens damlandslag i handboll (rumänska: Echipa națională de handbal feminin a României) representerar Rumänien i handboll på damsidan. Lagets bästa resultat någonsin är guld vid VM 1962. Rumänien är det enda landslag som deltagit i samtliga handbolls-VM.
Laget har utöver VM-guldet 1962 även tagit två VM-silver (1973 och 2005) samt ett VM-brons (2015). De har deltagit i OS vid fyra tillfällen, 1976 (4:a), 2000 (7:a), 2008 (7:a) och 2016 (9:a).

## Meriter
| - 1957 i Jugoslavien: 9:a - 1962 i Rumänien: Guld - 1965 i Västtyskland: 6:a - 1971 i Nederländerna: 4:a - 1973 i Jugoslavien: Silver - 1975 i Sovjetunionen: 4:a - 1978 i Tjeckoslovakien: 7:a - 1982 i Ungern: 8:a - 1986 i Nederländerna: 5:a - 1990 i Sydkorea: 7:a - 1993 i Norge: 4:a - 1995 i Österrike och Ungern: 7:a - 1997 i Tyskland: 11:a - 1999 i Norge och Danmark: 4:a - 2001 i Italien: 17:e - 2003 i Kroatien: 10:a - 2005 i Ryssland: Silver - 2007 i Frankrike: 4:a - 2009 i Kina: 8:a - 2011 i Brasilien: 13:e - 2013 i Serbien: 10:a - 2015 i Danmark: Brons - 2017 i Tyskland: 10:a - 2019 i Japan: 12:a - 2021 i Spanien: 13:e - 2023 i Danmark, Norge & Sverige: 12:a | - 1994 i Tyskland: 10:a - 1996 i Danmark: 5:a - 1998 i Nederländerna: 11:a - 2000 i Rumänien: 4:a - 2002 i Danmark: 7:a - 2004 i Ungern: 7:a - 2006 i Sverige: Ej kvalificerade - 2008 i Makedonien: 5:a - 2010 i Danmark och Norge: Brons - 2012 i Serbien: 10:a - 2014 i Kroatien och Ungern: 9:a - 2016 i Sverige: 5:a - 2018 i Frankrike: 4:a - 2020 i Danmark: 12:a - 2022 i Montenegro, Nordmakedonien & Slovenien: 12:a | - 1976 i Montreal: 4:a - 1980 i Moskva: Ej kvalificerade - 1984 i Los Angeles: Ej kvalificerade - 1988 i Seoul: Ej kvalificerade - 1992 i Barcelona: Ej kvalificerade - 1996 i Atlanta: Ej kvalificerade - 2000 i Sydney: 7:a - 2004 i Aten: Ej kvalificerade - 2008 i Peking: 7:a - 2012 i London: Ej kvalificerade - 2016 i Rio de Janeiro: 9:a - 2020 i Tokyo: Ej kvalificerade |

## Spelare i urval
- Carmen Amariei
- Valentina Ardean-Elisei
- Aurelia Brădeanu
- Ramona Farcău
- Simona Gogârlă
- Oana Manea
- Cristina Neagu
- Mariana Tîrcă
- Cristina Vărzaru
- Denisa Dedu